# Estación Central de Bagdad

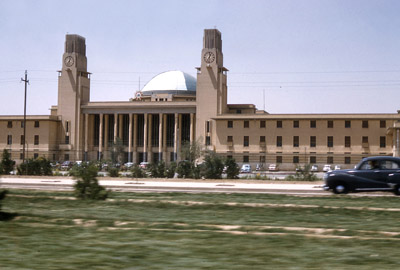
Estación Central de Bagdad en 1959.

La Estación Central de Bagdad es la principal estación de trenes ubicada en Bagdad, capital de Irak. Conecta la red ferroviaria que se dirige hacia el sur y el norte del país.
La estación de trenes fue construida por los británicos en 1953, y en aquel entonces poseía servicios telegráficos, un banco, una oficina de correos, áreas de tiendas, un restaurante, e incluso poseía una oficina de imprenta, en donde se imprimen hasta la actualidad los boletos de trenes.